# Hatnub
Hatnub je področje egipčanskih kamnolomov alabastra in sezonskih delavskih naselij v Vzhodni puščavi približno 65 km jugovzhodno od sodobne El Minye. Lončenina ter hieroglifski in hieratski napisi v kamnolomih kažejo, da se je alabaster s prekinitvami lomil najmanj od zgodnje vladavine faraona Kufuja (Keops) do rimskega obdobja Egipta (okoli 2589 pr. n. št.–300 n. št.). Naselje Hatnub je povezano z najmanj tremi glavnimi kamnolomi. Za naselje so značilni suhozidni vetrobrani, ceste, dvignjene poti za pešce, kupi kamenja in  ravne kamnite tvorbe.
Hatnub sta v sodobnem času prva opisala Percy Newberry in Howard Carter leta 1891. Skalne napise sta prva opisala George Willoughby Fraser in Marcus Worsley Blackden, člana iste odprave. Arheologi so se skoraj sto let osredotočali na najdbe in prevajanje teh napisov, ki razkrivajo bolj preprosto plat življenje v Starem Egiptu. Popolnejša slika se je začela kazati šele potem, ko so materialne ostanke začeli preučevati Ian Shaw in njegova ekipa znanstvenikov. Ker v kamnolomu nisi odkrili nobenega napisa iz Novega kraljestva, se je pre tem na primer domnevalo, da kamnolom v tem času ni bil v rabi. Shaw s sodelavci so v kamnolomu odkrili drobce lončenine iz Novega kraljestva, ki dokazujeje, da je bil kamnolom v rabi tudi v tem obdobju.